# Samuel Pereyra
Samuel Pereyra Rojas (Santo Domingo, Distrito Nacional; 20 de agosto de 1976) es un abogado que en la actualidad se desempeña como presidente del consejo administrativo de Refidomsa, en el gobierno de Luis Abinader.
Es hijo de Inocencia Rojas Goico, licenciada en Derecho Diplomático y del empresario Samuel Pereyra Ariza. 
En 1999 obtuvo una licenciatura en derecho por la Pontificia Universidad Católica Madre y Maestra. Posee una especialidad en Derecho Comercial por la Universidad Panthéon-Assas de París (2000).
En su labor como abogado ha manejado litigios de derecho corporativo, telecomunicaciones, inversión extranjera y propiedad intelectual, entre otros. Es miembro del Colegio de Abogados de la República Dominicana; está asociado al Colegio de abogados de los Estados Unidos; Asociación Henri Capitant de amigos de la Cultura Jurídica Francesa y la Asociación de Juristas Dominico-francesa.
Fue miembro de los Cuerpos Colegiados del INDOTEL y árbitro del Consejo de Conciliación y Arbitraje de la Cámara de Comercio y Producción de Santo Domingo.
Pereyra fue el director de finanzas de la campaña presidencial de Luis Abinader, además de miembro de la dirección política del Partido Revolucionario Moderno (PRM), del cual también es fundador.

## Gestión en el Banco de Reservas de la República Dominicana
Como Presidente Ejecutivo de Banreservas, Pereyra Rojas ha introducido varias iniciativas incluyendo el programa Bancarizar es Patria, que tiene como objetivo incrementar el acceso a los servicios financieros a más de un millón de dominicanos. En 2022, bajo su liderazgo, Banreservas se convirtió en el primer banco dominicano en alcanzar el trillón de pesos en activos. En 2023, logró la apertura de las primeras oficinas de representación de la institución en el extranjero, ubicadas en Madrid, España, y en Nueva York y Miami, Estados Unidos.
Durante la gestión de Samuel Pereyra Rojas, Banreservas ha recibido 123 reconocimientos internacionales, entre los que destacan:
- Mejor Banco del Caribe en 2021,[6] 2023[7] y 2024 otorgado por Global Finance.
- Mejor Banco del Caribe en 2021[8] y 2023[9] otorgado por Latin Finance.
- Mejor Banco para Pymes del Caribe en 2023,[10] 2024[11] y 2025[12] otorgado por Global Finance.
- Mejor Banco para Pymes del Caribe en 2025[13] otorgado por Euromoney.
- Mejor Banco de República Dominicana en 2020,[14] 2021[8], 2022[15] y 2023[9] otorgado por Latin Finance.
- Mejor Banco de República Dominicana en 2021,[16] 2022,[17] 2023,[18] 2024[19] y 2025[13] otorgado por Euromoney.
- Mejor Banco de República Dominicana en 2021,[6] 2023[7] y 2024 otorgado por Global Finance.
- Banco del Año de la República Dominicana en 2021,[20] 2023[21] y 2024[22] otorgado por The Banker.
- Mejor Banco para Pymes de República Dominicana en 2023 y 2025[13] otorgado por Euromoney.
- Mejor Banco para Pymes de República Dominicana en 2023,[10] 2024[11] y 2025[12] otorgado por Global Finance.
- Mejor Banco de Inversión en 2021,[23] 2022,[24] 2023[25] y 2024[26] otorgado por World Finance.
- Clasificado entre los 50 bancos más grandes en términos de activos en América Latina y el Caribe según el reporte anual de S&P Global Market Intelligence de 2021,[27] 2022,[28] y 2023.[29]
- Mejor Banco de América Latina en Responsabilidad Social Corporativa en 2024[19] y 2025[13] otorgado por Euromoney.
- Top 1000 Mejores Bancos del Mundo, número uno de República Dominicana y uno de los diez mejores de Centroamérica y el Caribe, tanto en Tier 1 como en activos, de la revista The Banker en 2025.[30]

De la misma manera, en 2023 y como parte de los objetivos establecidos en la agenda de Pereyra Rojas de gobernanza corporativa, Banreservas recibió la certificación ISO 37001, del Sistema de Gestión Antisoborno, convirtiéndose en la primera institución financiera de República Dominicana en obtenerla.

## Vida personal
Samuel Pereyra Rojas está casado con Noelia García, abogada y presidenta del Voluntariado Banreservas, una organización que desarrolla actividades permanentes relacionadas con la preservación del medio ambiente, educación, salud, inclusión, empoderamiento femenino y el cuidado de la niñez dominicana. Juntos, tienen tres hijos.